# Nadine Kleinert
Nadine Kleinert (Magdeburgo, 20 ottobre 1975) è un'ex pesista tedesca, vincitrice di diverse medaglie mondiali (tre argenti e due bronzi) e un argento olimpico ad Atene 2004.
Ha un personale di 20,20 m; ha gareggiato per la società SC Magdeburg ed è allenata da Klaus Schneider. Si è sposata nel 1999 e fino al 2004 ha tenuto il nome Kleinert-Schmitt.

## Biografia

### Affermazione internazionale (1997-2001)
Nel 1997 divenne campionessa europea under 23 e, ai Campionati del mondo di Atene, si classificò al settimo posto.
Due anni più tardi, ai Campionati mondiali di Siviglia, vinse la medaglia d'argento.
Giunta nel nuovo millennio, alle Olimpiadi di Sydney 2000 si classificò ottava grazie ad un lancio a 18,49 metri.
Nel 2001 raggiunse il quarto posto ai Campionati del mondo indoor a Lisbona seguito poi dalla medaglia d'argento ai Campionati del mondo di Edmonton.

### L'argento olimpico (2002-2004)
Dopo un sesto posto ai Campionati europei di Monaco di Baviera 2002 e un settimo posto ai Campionati mondiali di Parigi 2003, iniziò il 2004, stagione olimpica, con una medaglia di bronzo ai Mondiali indoor di Budapest.
Alle Olimpiadi di Atene 2004 riuscì ad aumentare il suo personale da 19,23 a 19,55 metri. All'ultimo tentativo fu superata da Yumileidi Cumbá e di conseguenza si dovette accontentare della medaglia di bronzo.
La vincitrice fu Irina Koržanenko che però, pochi giorni dopo, venne squalificata perché trovata positiva ad un test antidoping.
Proprio per questo motivo venne consegnata alla Kleinert la medaglia d'argento.

### L'annuncio del ritiro (2005-2008)
Nel 2005, raggiunse il quinto posto ai Campionati del mondo di Helsinki e nel 2006, ai Campionati europei di Göteborg, arrivò sesta. Ai mondiali di Osaka 2007 riuscì a salire di nuovo sul podio e a vincere la medaglia di bronzo.
Nel mese di ottobre 2007, annunciò che dopo i Giochi Olimpici di Pechino 2008 avrebbe abbandonato l'atletica per passare alla Box.
Giunta a Pechino raggiunse il settimo posto superando ancora una volta la misura di 19 metri.

### Il ritorno (2009-2012)
Consapevole di essere una delle pesiste più forti al mondo, decise rimandare il proprio ritiro e di prepararsi ai Campionati mondiali di Berlino 2009.
Lo stesso anno ha conquistato il titolo di campionessa tedesca a Norimberga, alla fine di maggio, raggiungendo anche la misura di 19,89 metri, il secondo miglior risultato della sua carriera sportiva.
In seguito alla vittoria ai campionati tedeschi di atletica leggera è stato assegnato a Nadine Kleinert il Rudolf Harbig Memorial Prize.
Ai Campionati del Mondo a Berlino nel 2009 ha aumentato il suo record personale fino a 20,06 al primo tentativo e a 20,20 al 3º, vincendo così la medaglia d'argento.
Nel 2010 ha partecipato ai Campionati mondiali indoor di Doha classificandosi quinta, con la misura di 19,34.
Nel mese di luglio, ai Campionati europei di Barcellona, dopo aver vinto il turno di qualificazione grazie ad un lancio a 18,98 metri, in finale raggiunse solo la settima posizione.

### Il ritiro definitivo (2013)
Il 1º settembre 2013, al termine del meeting ISTAF di Berlino che l'aveva vista concludere quarta con un lancio a 17,73 metri, annuncia il suo ritiro definitivo dalle competizioni.

## Palmarès
| Anno | Manifestazione    | Sede          | Evento         | Risultato | Prestazione | Note                                     |
| ---- | ----------------- | ------------- | -------------- | --------- | ----------- | ---------------------------------------- |
| 1992 | Mondiali juniores | Seul          | Getto del peso | 12ª       | 14,10 m     |                                          |
| 1993 | Europei juniores  | San Sebastián | Getto del peso | Argento   | 17,07 m     |                                          |
| 1994 | Mondiali juniores | Lisbona       | Getto del peso | 6ª        | 16,70 m     |                                          |
| 1997 | Europei under 23  | Turku         | Getto del peso | Oro       | 18,27 m     | Record dei campionati                    |
| 1997 | Mondiali          | Atene         | Getto del peso | 7ª        | 18,42 m     |                                          |
| 1999 | Mondiali indoor   | Maebashi      | Getto del peso | 5ª        | 18,51 m     |                                          |
| 1999 | Mondiali          | Siviglia      | Getto del peso | Argento   | 19,61 m     |                                          |
| 2000 | Europei indoor    | Gand          | Getto del peso | Argento   | 19,23 m     |                                          |
| 2000 | Giochi olimpici   | Sydney        | Getto del peso | 8ª        | 18,49 m     |                                          |
| 2001 | Mondiali indoor   | Lisbona       | Getto del peso | 4ª        | 18,87 m     |                                          |
| 2001 | Mondiali          | Edmonton      | Getto del peso | Argento   | 19,86 m     | Miglior prestazione personale            |
| 2002 | Europei           | Monaco        | Getto del peso | 6ª        | 18,68 m     |                                          |
| 2003 | Mondiali          | Saint-Denis   | Getto del peso | 7ª        | 18,46 m     |                                          |
| 2004 | Mondiali indoor   | Budapest      | Getto del peso | Bronzo    | 19,05 m     | Miglior prestazione personale stagionale |
| 2004 | Giochi olimpici   | Atene         | Getto del peso | Argento   | 19,55 m     | Miglior prestazione personale stagionale |
| 2005 | Mondiali          | Helsinki      | Getto del peso | Bronzo    | 19,07 m     | [ 16 ]                                   |
| 2006 | Mondiali indoor   | Mosca         | Getto del peso | Argento   | 19,64 m     | Miglior prestazione personale            |
| 2006 | Europei           | Göteborg      | Getto del peso | 6ª        | 18,47 m     |                                          |
| 2007 | Mondiali          | Osaka         | Getto del peso | Argento   | 19,77 m     | Miglior prestazione personale stagionale |
| 2008 | Giochi olimpici   | Pechino       | Getto del peso | 5ª        | 19,01 m     |                                          |
| 2009 | Mondiali          | Berlino       | Getto del peso | Argento   | 20,20 m     | Miglior prestazione personale            |
| 2010 | Mondiali indoor   | Doha          | Getto del peso | 5ª        | 19,34 m     | Miglior prestazione personale stagionale |
| 2010 | Europei           | Barcellona    | Getto del peso | 5ª        | 18,94 m     |                                          |
| 2011 | Mondiali          | Taegu         | Getto del peso | 7ª        | 19,26 m     | Miglior prestazione personale stagionale |
| 2012 | Mondiali indoor   | Istanbul      | Getto del peso | 5ª        | 19,29 m     |                                          |
| 2012 | Europei           | Helsinki      | Getto del peso | Oro       | 19,18 m     |                                          |
| 2012 | Giochi olimpici   | Londra        | Getto del peso | 12ª       | 18,36 m     |                                          |

## Altre competizioni internazionali
2009
- Campionati europei a squadre di atletica leggera ( Leiria)
- Oro al DécaNation ( Parigi), getto del peso - 18,92 m

2011
- Campionati europei a squadre di atletica leggera ( Stoccolma)

## Riconoscimenti
- Vince il premio Rudolf-Harbig-Gedächtnispreis dell'anno 2009.